# Henvic
 Henvic  (en bretón Henvig) es una población y comuna francesa, situada en la región de Bretaña, departamento de Finisterre, en el distrito de Morlaix y cantón de Taulé.

## Demografía
| 1420 | 1216 | 1145 | 1222 | 1265 | 1174 |
| Para los censos de 1962 a 1999 la población legal corresponde a la población sin duplicidades (Fuente: INSEE [Consultar]) |      |      |      |      |      |